# Ring Nationaler Frauen
Der Ring Nationaler Frauen (RNF) ist eine bundesweite Unterorganisation der Heimat (ehemals NPD), die am 16. September 2006 in Sotterhausen bei Sangerhausen gegründet wurde.

## Hintergrund
Die Organisation ist offiziell nach dem Vorbild der Frauenorganisationen anderer, demokratischer Parteien wie der Frauen-Union oder der Arbeitsgemeinschaft sozialdemokratischer Frauen organisiert beziehungsweise ahmt deren Strukturebenen nach. Experten sehen darin, wie bei früher gegründeten Organisationen, wie zum Beispiel der Gemeinschaft deutscher Frauen (GDF), dem Skingirl Freundeskreis Deutschland (SFD), der Aktiven Frauen Fraktion oder dem Mädelring Thüringen (MRT), die zunehmende Bedeutung und aktive Mitarbeit von Frauen in der rechtsextremen Szene.

## Geschichte
Nach der Zustimmung der NPD-Parteivorstandssitzung wurde im September 2006 in Sotterhausen ein Ring Nationaler Frauen als Unterorganisation der NPD gegründet, der „den Frauen in der NPD als Sprachrohr dienen“, aber auch für „national denkende, parteienungebundene Frauen ein Ansprechpartner“ sein soll. Initiatorinnen des Projektes waren die sächsische NPD-Landtagsabgeordnete Gitta Schüßler, das niedersächsische NPD-Mitglied Katharina Becker sowie Judith Rothe von der NPD Sachsen-Anhalt; letztere ist die Lebensgefährtin des bekannten Neonazis Enrico Marx, auf ihrem Anwesen fand die Gründungsversammlung statt. Bei der Gründung waren Frauen aus sechs Bundesländern vertreten. Die meisten Interessentinnen kamen aus den neuen Bundesländern und Berlin.
Im Juli 2009 trat die RNF-Vorsitzende Gitta Schüßler nach einem Misstrauensantrag von Stella Hähnel zurück. Bis Mitte Oktober 2009 wurde sie zusammen mit Judith Rothe kommissarische Nachfolgerin der Vorsitzenden des RNF, Gitta Schüßler. Zur Vorsitzenden des RNF wurde Mitte Oktober Edda Schmidt gewählt.
Am 3. August 2012 trat das Vorstands- und Gründungsmitglied Jasmin Apfel von all ihren RNF-Ämtern zurück und gleichzeitig aus der NPD aus. Als Grund nannte sie persönliche und gesundheitliche Probleme.
Edda Schmidts Nachfolgerin als RNF-Vorsitzende, Sigrid Schüßler, wurde 2014 abgewählt und durch Ricarda Riefling ersetzt. 2017 wechselte Riefling auf den Stellvertreterposten und Antje Mentzel folgte auf sie als Vorsitzende.

## Struktur

### Vorsitzende
- 2006–2009: Gitta Schüßler[4][3]
- 2009–2012: Edda Schmidt[3][4]
- 2012–2014: Sigrid Schüßler[4][7]
- 2014–2017: Ricarda Riefling[7]
- seit 2017: Antje Mentzel[9]

### Bundesvorstand
Der Bundesvorstand des Rings Nationaler Frauen besteht aus
- der Bundesvorsitzenden Antje Mentzel
- der stellvertretenden Vorsitzenden Ricarda Riefling
- der stellvertretenden Vorsitzenden Marina Djonovic
- der Beisitzerin Denise Salem
- der Beisitzerin Nina Böhm

### Weitere bekannte RNF-Mitglieder und Funktionäre
| - Dörthe Armstroff, Landesvorsitzende Rheinland-Pfalz des RNF - Maria Fank, ehemals Beisitzerin, Berliner RNF-Vorsitzende, (Rednerin auf Veranstaltungen, Schulungen) - Stella Hähnel - Antje Hiekisch – KV Görlitz - Heidelore Karsten, stellvertretende Landesvorsitzende Sachsen des RNF | - Monique Möller ehemals Beisitzerin, (Interessentenbetreuung & virtuelle soziale Netzwerke), Vorsitzende des NPD-Kreisverbandes Unstrut-Hainich, Landesvorsitzende des RNF Thüringen - Edda Schmidt, ehemals Beisitzerin, (RNF-Landesvorsitzende Baden-Württemberg) - Mandy Schneider (* 1971), Sachsen | - Ines Schreiber, aus Strehla, Sachsen, langjährige Vorsitzende des Bundesschiedsgerichtes der NPD - Gitta Schüßler ehemals stellvertretende Vorsitzende (Öffentlichkeitsarbeit, Presse) - Heidrun Walde ehemals stellvertretende Vorsitzende (Geschäftsführung, Finanzen) - Gaby Zellmann, ehemaliges RNF-Vorstandsmitglied |